# Circonscription de Calwell
La circonscription de Calwell est une circonscription électorale australienne dans la banlieue nord de Melbourne au Victoria. La circonscription a été créée en 1984 et porte le nom d'Arthur Calwell, qui fut ministre de l'Immigration de 1945 à 1949 et chef du Parti travailliste australien de 1960 à 1967. Elle comprend les quartiers de Broadmeadows, Craigieburn, Sunbury et Tullamarine. C'est un siège assez sûr pour le Parti travailliste australien

## Représentants
| Nom                | Parti        | Période de mandat |
| ------------------ | ------------ | ----------------- |
| Andrew Theophanous | Travailliste | 1984–2000         |
| Andrew Theophanous | Indépendant  | 2000–2001         |
| Maria Vamvakinou   | Travailliste | 2001–en cours     |